# Brooklyn Academy of Music

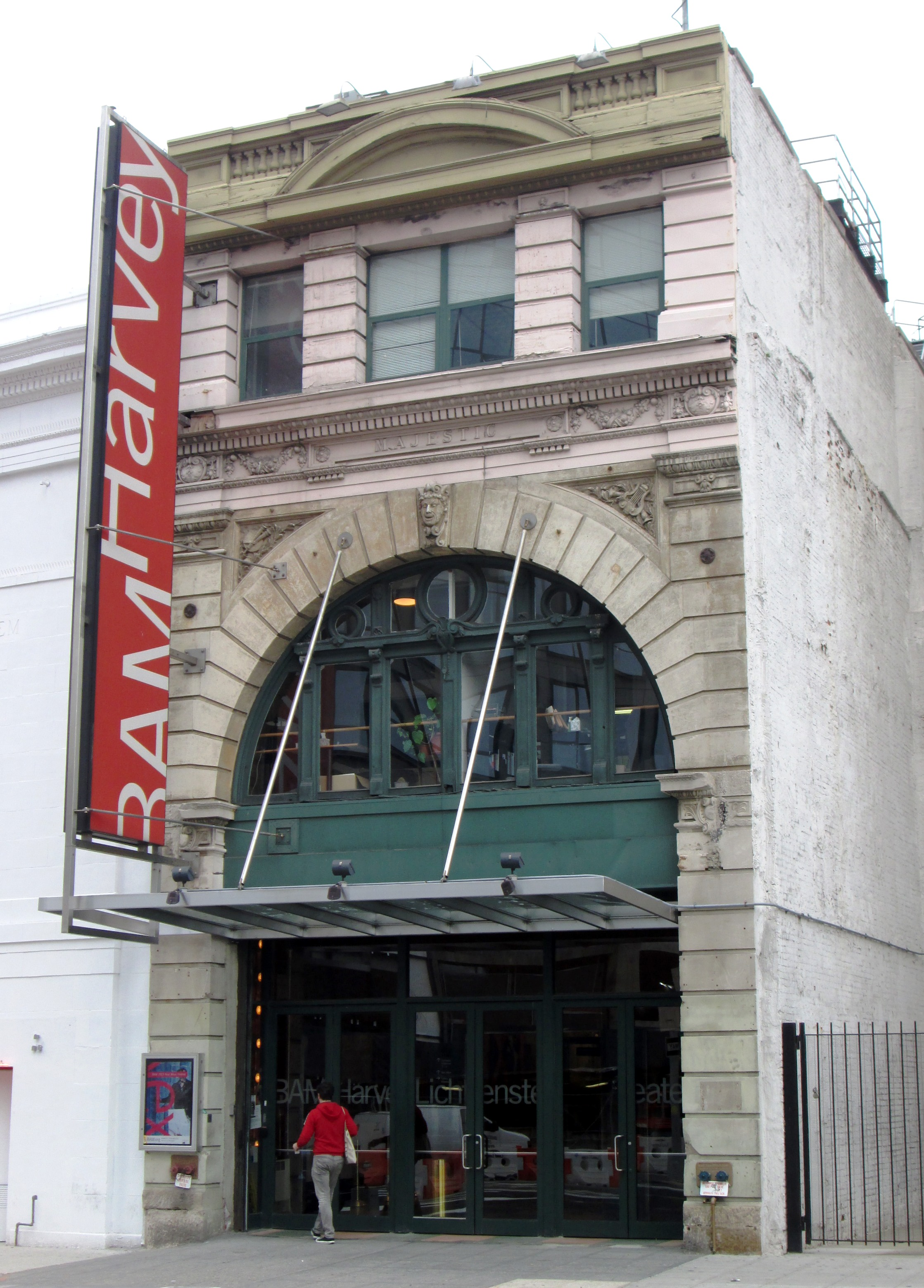
2013 BAM Harvey from east

La Brooklyn Academy of Music (BAM) è un locale per spettacoli di Brooklyn, New York City, noto come un centro per le prestazioni progressiste e d'avanguardia. Ha presentato il suo primo spettacolo nel 1861 ed iniziò ad operare nella sua sede attuale nel 1908.
Oggi BAM gode di una reputazione come leader nel presentare spettacoli "all'avanguardia" ed è cresciuto in un centro urbano artistico che, da un lato è concentrato sulle presentazioni internazionali di spettacoli d'arte, ma dove, d'altra parte, anche la comunità locale ha le sue necessità. Il suo scopo è quello di fornire un ambiente in cui il suo pubblico (ogni anno, più di 775.000 persone) possa sperimentare una vasta gamma di programmi gradevoli e culturali. Dal 1999 al 2014 BAM è stato diretto da Karen Brooks Hopkins, presidente e Joseph V. Melillo, Produttore esecutivo. Katy Clark è ora presidente, succedendo a Hopkins che si è ritirato nella primavera 2015.

## Storia

### XIX ed inizio XX secolo
Fondato nel 1861, il primo edificio della BAM, al 176-194 di Montague Street a Brooklyn Heights era stato concepito come la sede della Brooklyn Philharmonic. L'edificio, progettato dall'architetto Leopold Eidlitz, ospitava un grande teatro con 2.200 posti a sedere, una sala da concerto più piccola, camerini e stanze per il coro e una vasta cucina "baronale". BAM presentava musica amatoriale e professionale e produzioni teatrali, compresi artisti come Ellen Terry, Edwin Booth, Tomas Salvini e Fritz Kreisler.
Dopo che l'edificio fu distrutto completamente da un incendio il 30 novembre 1903, furono fatti piani per trasferirsi in una nuova struttura nel quartiere alla moda di allora, Fort Greene. La prima pietra fu posta al n. 30 di Lafayette Avenue nel 1906 e nell'autunno del 1908 si svolsero una serie di eventi di apertura, culminanti con una grande serata di gala con Geraldine Farrar ed Enrico Caruso in una produzione del Faust di Charles Gounod al Metropolitan Opera. Il Met in seguito avrebbe continuato a presentare stagioni a Brooklyn, presentando stelle come Caruso, giusto fino al 1921.
Il nuovo edificio è adiacente al centro di Brooklyn, nei pressi dell'Atlantic Terminal della Ferrovia di Long Island e la Williamsburgh Savings Bank Tower, un tempo l'edificio più alto di Brooklyn.

### 1960–oggi
Nel 1967 fu nominato direttore esecutivo Harvey Lichtenstein; sotto la sua direzione, durata 32 anni, la BAM sperimentò una rinascita. La BAM è ormai riconosciuta a livello internazionale come un centro culturale progressista ben noto per il festival The Next Wave Festival, iniziato nel 1983. Gli artisti che hanno presentato le loro opere sono Philip Glass, Peter Brook, Pina Bausch, Merce Cunningham, Laurie Anderson, Lee Breuer, ETHEL, Nusrat Fateh Ali Khan, Steve Reich, Seal, Alice in Chains, Robert Wilson, Peter Sellars, BLACKstreet, Ingmar Bergman, The Whirling Dervishes and the Kirov Opera diretto e condotto da Valery Gergiev, tra gli altri. Lichtenstein ha dato una casa al Chelsea Theater Center, in residenza dal 1967 al 1977.

## Architettura
L'edificio Peter Jay Sharp della BAM ospita la Howard Gilman Opera House ed i BAM Rose Cinema. Fu progettato dalla ditta Herts & Tallant nel 1908. Si tratta di un edificio a "U" a forma di una corte aperta nel centro del lotto tra le due ali del teatro, sopra il primo piano. Esso misura 190 piedi lungo la Lafayette Avenue, 200 piedi di profondità ed è alto 70 piedi. L'edificio ha un alto basamento di granito grigio con mattoncini color crema tagliati nella terra cotta, con sopra qualche dettaglio in marmo. Si trova all'interno del Distretto storico di Fort Greene.

## Strutture per gli spettacoli
Le strutture di BAM comprendono:

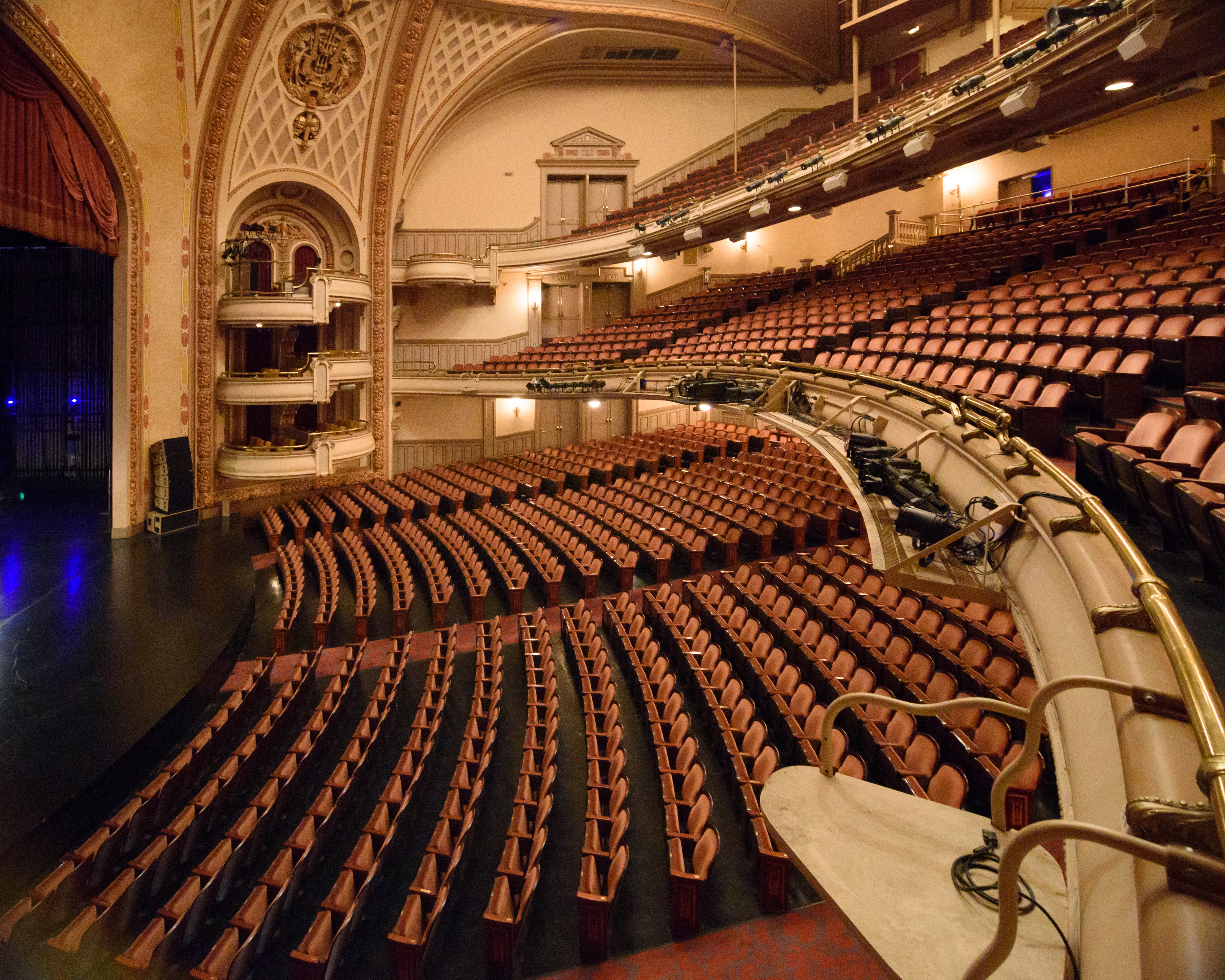
Howard Gilman Opera House

Nel Peter Jay Sharp Building, al 30 Lafayette Avenue:
- Howard Gilman Opera House, con 2.109 posti a sedere.
- Rose Cinemas (ex Carey Playhouse) aperto nel 1997, offre ai cittadini di Brooklyn la possibilità di vedere più film d'arte, senza dover andare a Manhattan.
- Spazio Lepercq, originariamente sala da ballo di BAM, ora uno spazio eventi flessibile e sede di ricevimenti, noleggi, e il BAMcafé. Il BAMcafé è aperto per la cena nelle serate quando c'è uno spettacolo nel Teatro dell'Opera. Il BAMcafé Live è una serie gratuita di spettacoli di musica dal vivo in alcune serate di venerdì e sabato.
- Hillman Attic Studio, uno spazio flessibile per prove generali/rappresentazioni.

Nell'edificio BAM Harvey, al 651 Fulton Street:
- Harvey Theater, con 874 posti a sedere, precedentemente noto come il Teatro Majestic, così chiamato in onore di Lichtenstein nel 1999. Una ristrutturazione dell'architetto Hugh Hardy lasciò l'interno non verniciato e con la muratura spesso esposta, dando al teatro una sensazione unica di un "Rovine Moderne". Nel mese di aprile 2014 la CNN definì la BAM Harvey come "Uno dei 15 Teatri più spettacolari del mondo." Oggi la BAM Harvey è diventato la prima scelta fra i locali di BAM tra i registi e gli attori per presentare il teatro tradizionale.[2]  Today, the BAM Harvey has become the first choice of venues at BAM among directors and actors for presenting traditional theater.[3]

Nella costruzione del pescatore, 321 Ashland Luogo:
- BAM Fishman Space, una scatola nera del teatro da 250 posti.
- BAM Fisher Hillman Studio, uno spazio scenico flessibile per le prove e gli spettacoli.

Gli edifici di BAM Sharp e Fisher si trovano all'interno del Brooklyn Academy of Music Historic District creato dalla New York City Landmarks Preservation Commission nel 1978.